# الجمهورية السورية الأولى
الجمهورية السوريّة (1932 - 1963) وتعرف أيضًا باسم الجمهورية الأولى، ويمكن تقسيمها لفترتين الأولى بين 1932 وحتى 1946 وهي الفترة التي كان الانتداب الفرنسي على سوريا فعّالاً وتخلله إعلان «استقلال سوريا» عام 1941، والفترة الثانية بين 1946 و‌1963 والتي تخللتها فترة الجمهورية العربية المتحدة بين 1958 و‌1961، أما من الناحية الدستوريّة يمكن التمييز بين فترتين هما دستور 1932 و‌دستور 1950 والذي عطّل بعد انقلاب حزب البعث الذي عرف باسم ثورة الثامن من آذار عام 1963.
وكان النظام السياسي نظامًا جمهوريًا برلمانيًا. وقد شهدت البلاد في ظل الجمهورية الأولى أحداثًا هامة منها النجاح في توحيد البلاد السورية بالشكل المتعارف عليه اليوم بعد انضمام دولة جبل العلويين و‌دولة جبل الدروز لها في ديسمبر 1936 وسلخ لواء إسكندرون عنها وإلحاقه نهائيًا بتركيا عام 1939، وإعلان الاستقلال عام 1941 فالجلاء الفرنسي عام 1946، غير أنّ ما عكّر صفو تلك المرحلة تتالي ثلاثة انقلابات عسكريّة عام 1949 تمكنت البلاد بعدها من استعادة حياتها الديموقراطيّة فعليًا عام 1954 إثر تنحي أديب الشيشكلي، كما شهد عهد الجمهورية الأولى انقلابًا عسكريًا قاده ضباط حزب البعث العربي الاشتراكي في 8 آذار 1963 على الرئيس ناظم القدسي ورئيس الوزراء خالد العظم ونفي الطبقة السياسيّة خارج البلاد والتفرّد بحكم البلاد.
خلال الانتفاضة السورية عامي 2011 و2012 رفع المتظاهرون علم الجمهورية السورية الأولى ليكون شعارًا لهم.

## خلفية
بعد تقسيم البلاد إبان الانتداب الفرنسي إلى ثمانية كيانات، رفضت غالبية القوى السياسية وكذلك الشعب السوري التقسيم والحكم المباشر،</ref></ref>بشور (1996)، ص. 366.
</ref> فاستحدث الاتحاد السوري عام 1922 واستبدل بالدولة السورية عام 1925، بين حلب ودمشق والجزيرة، والتي رافق تأسيسها انطلاق الثورة السورية الكبرى مطالبة بالوحدة وانتخابات جمعية تأسيسية تضع دستورًا للبلاد «يعتمد مبدأ سيادة الأمة».</ref></ref>بشور (1996)، ص. 380.
</ref> استطاعت فرنسا قمع الثورة عام 1927، وتمكن الرئيس تاج الدين الحسني من تنظيم انتخابات جمعية تأسيسية لكتابة الدستور عام 1928، فنصّ الدستور الذي ترأس لجنة كتابته هاشم الأتاسي على اعتماد نظام جمهوري، وفق نظام برلماني يشبه نظام الجمهورية الفرنسية الثالثة، ونصّ على اعتماد اسم البلاد الرسمي بكونه «الجمهورية السورية». غير أن المفوض الفرنسي السامي رفض نشره «لمخالفته صك الانتداب وحقوق الدولة المنتدبة».
في عام 1930 نشر المفوض الفرنسي الدستور بعد أن أقرته الجمعية التأسيسية تحت ضغط الشارع والقوى السياسية، ونظمت انتخابات نيابية، بإشراف حكومة سالومياك المؤقتة. بإقرار دستور 1930 واعتماد اسم رسمي جديد وعلم جديد، ومؤسستي مجلس نيابي ورئاسة منتخبتين، تأسست الجمهورية السورية الأولى، لتكون ثاني دولة عربية تتبنى النظام الجمهوري وثالث دولة شرق أوسطية بعد تركيا و‌لبنان.

## التاريخ

### محمد علي العابد 32 - 1936

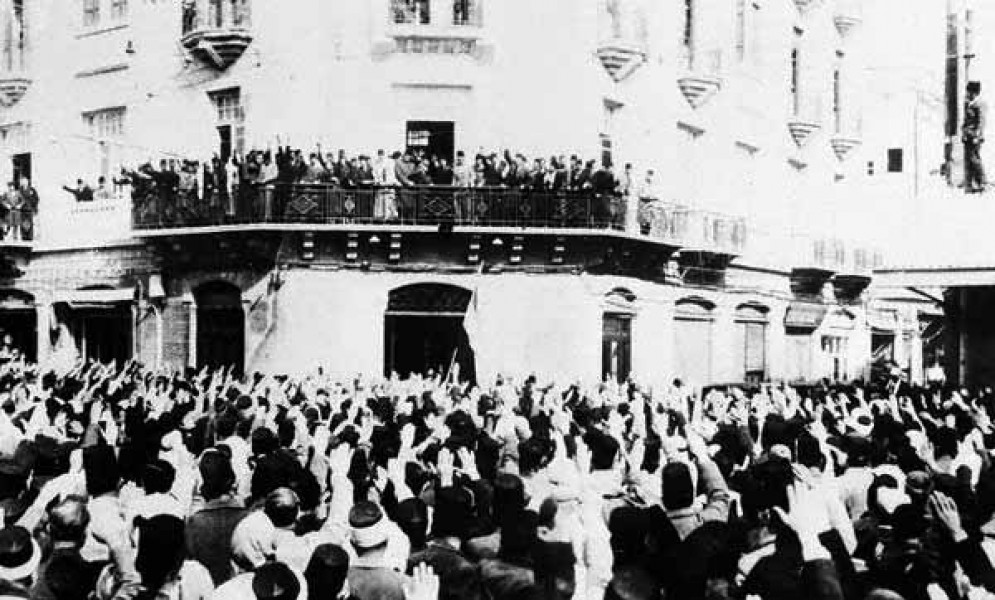
الإضراب الستيني لعام 1936، والذي أدى لتوحيد البلاد بالشكل المعروف عليه اليوم.

وصل محمد علي العابد، وهو أحد وجهاء دمشق الأثرياء إلى رئاسة لجمهورية بتوافق الكتل النيابية الثلاث الكبرى، كتلة الشمال برئاسة صبحي بركات، وكتلة الجنوب برئاسة حقي العظم، و‌الكتلة الوطنية برئاسة هاشم الأتاسي. الصفقة ذاتها، نصّت على انتخاب بركات لمنصب رئيس البرلمان، وأن يشكل العظم الحكومة مناصفة بين الوطنيين والمعتدلين أو «الانتدابيين»، أما العابد فكان مستقلاً محايدًا.</ref></ref>بشور (1996)، ص. 394.
</ref> مكثت حكومة العظم الأولى في الحكم قرابة عام، وخطت خطوات إدارية وتشريعية بارزة. السبب الذي دفع إلى استقالتها، كان مشروع معاهدة السلم والصداقة والتحالف بين فرنسا وسوريا لعام 1933، والذي وجده النواب بأنه مجحف بحق السوريين، وتحولت جلسات مناقشة المشروع لما يشبه المشادات الحادة في البرلمان بين النواب فضلاً عن التظاهرات في محيطه، حتى قرر المفوض الفرنسي إيقاف الدورة البرلمانية ومنح الرئيس صلاحيات اشتراعية. كانت حكومة حكومة حقي العظم الثانية، مؤلفة من انتدابيين، ونتيجة لإيقاف المجلس النيابي فهي لم تسائل أمامه مطلقًا، ورغم ذلك فقد وصفت بالضعيفة، فقبل الرئيس استقالتها يوم 17 مايو 1934 وكلّف رئيس الدولة السابق تاج الدين الحسني تشكيل حكومة جديدة. سارت الحكومة في الشؤون الإدارية «شوطًا محمودًا» كما يقول يوسف الحكيم، ونشطت الاقتصاد وحالت دون الإسراف، كما أسقطت الجزء الأكبر من الدين العام السوري المتوارث من أيام الدولة العثمانية، وفي يوليو 1933 عيّن هنري بونسو مفوضًا فرنسيًا ساميًا جديدًا، وكان تكليف العابد للحسني قد تمّ بناءً على طلب المفوض الفرنسي الجديد.

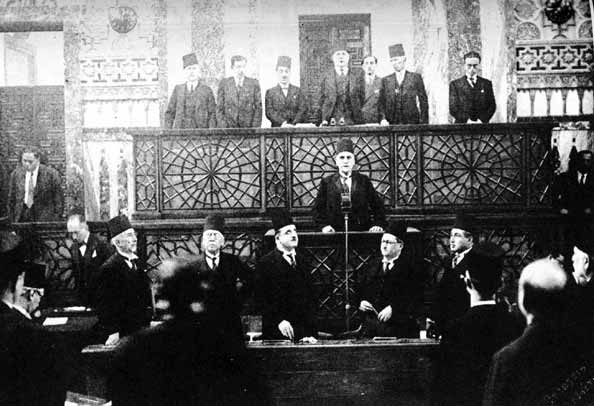
هاشم الأتاسي يلقي خطاب القسم بعد انتخابه رئيسًا للجمهورية في 21 ديسمبر 1936.

خلال عهد الحكومة، توفي إبراهيم هنانو في نوفمبر 1935، وكانت ذكرى أربعين وفاته التي احتفلت بها الكتلة الوطنية في مدرج الجامعة السورية شرارة الإضراب الستيني لعام 1936. بنتيجة الإضراب، عقد أول اتفاق من نوعه بين الكتلة الوطنية والمفوضية الفرنسية، نصّ على تشكيل حكومة محايدة للإشراف على الانتخابات، وسفر وفد سوري إلى باريس للتوصل إلى معاهدة استقلال.</ref></ref>بشور (1996)، ص. 398.
</ref> مكث الوفد برئاسة هاشم الأتاسي في باريس ستة أشهر، وتوصل لمشروع المعاهدة السورية الفرنسية 1936، ولدى عودة الوفد جرت انتخابات نيابية، أدت إلى فوز الكتلة الوطنية بأغلبية ساحقة، وتوحيد البلاد السورية بالشكل المعروف عليه اليوم، ورغم أن النظام الأساسي كان فيدراليًا، إلا أن نواب المحافظات الفدرالية أعلنوا إلغاء الفيدرالية واعتماد دولة مركزية لتحقيق «المساواة» مع سائر المحافظات السورية.</ref></ref>بشور (1996)، ص. 402.
</ref> وفي أول جلسة للبرلمان الجديد استقال العابد «لأسباب صحية»، وحسب رأي مؤرخين عديدين فإن العابد قد استقال لإتاحة الفرصة لحكم الكتلة الوطنية.

### هاشم بيك الأتاسي 36 - 1939

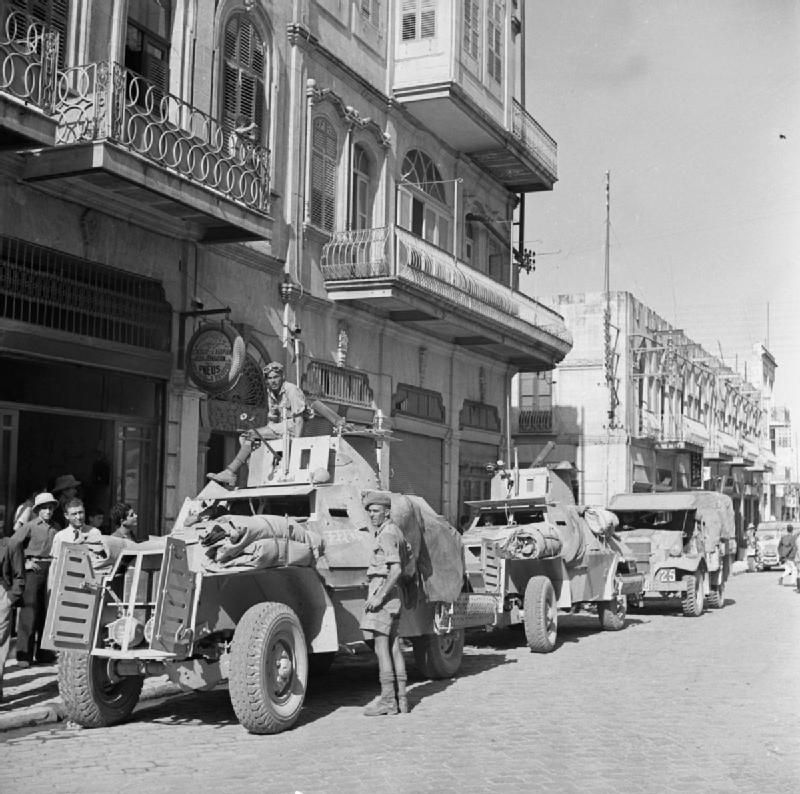
مركبات عسكرية تابعة لقوات الحلفاء في حلب بعد معركة دير الزور، 22 يوليو 1941.

أفرزت انتخابات 1936 مجلسًا نيابيًا أكثريته الساحقة من الكتلة الوطنية، وانتخب هاشم الأتاسي رئيسًا للجمهورية، وتوحدت البلاد بالشكل المعروف عليه اليوم في أعقاب الانتخابات، وأقرّ المجلس المعاهدة السورية الفرنسية لعام 1936 التي نصت على استقلال البلاد، غير أن السلطات الفرنسية تلكأت في إقرارها، ومن ثم حالت الحرب العالمية الثانية في اعتمادها. سارت حكومة جميل مردم نحو خطوات إدارية هامة، واعتمدت النشيد الوطني السوري. في العام التالي فصل لواء إسكندرون مجددًا ومنح حكمًا مستقلاً، وكان يعتبر منذ 1928 جزءً من الدولة السورية.
أثار استقلال اللواء بقرار من المفوض الفرنسي السامي احتجاجات ضد حكومة جميل مردم واتهمت بالفشل في الحفاظ على وحدة البلاد أو إقناع الفرنسيين بإقرار المعاهدة، في عام 1939 شكل تعديل قانون الأحوال المدنية وضم لواء إسكندرون «المستقل» إلى تركيا، أزمة سياسية - شعبية كبرى، فاندلعت احتجاجات 1939 التي استقالت في إثرها حكومة جميل مردم، وفشلت حكومتي الحفار والبخاري في احتوائها، وبنتيجة الفشل الحكومي، قدّم الرئيس الأتاسي استقالته في يوليو 1939، وفي أعقاب الاستقالة، أصدر المفوض الفرنسي السامي قرارًا أوقف به العمل بالدستور، وحلّ المجلس النيابي، وشكل حكومة مديرين، كما انتشر الجيش المراكشي - الفرنسي في ساحات العاصمة لمنع الشغب.</ref></ref>بشور (1996)، ص. 408.
</ref>

### الخطيب والحسني 1939 - 1943
كانت حكومة المديرين، حكومة إدارية لم تقم بأي عمل سياسي، بل وفصلت أي موظف حكومي ذي خلفية سياسية أو حزبية. تشكلت الحكومة من المدراء العامين في الوزارات برئاسة مدير عام وزارة الداخلية بهيج الخطيب الذي تولى أيضًا مهام رئاسة الدولة. خلال رئاسة الخطيب، أصبحت سوريا تابعة لحكومة فيشي الموالية لألمانيا النازية خلال الحرب العالمية الثانية. فرض على سوريا منذ يوليو 1940 حصار اقتصادي من قبل الحلفاء، واستخدمت مقدرات البلاد في خدمة الجيوش الأجنبية، وأغلق أنبوب النفط العراقي الذي يمرّ في الأراضي السورية ويزود فرنسا بنحو ربع إيراداتها من النفط، وأوقفت المبادلات التجارية بين سوريا ولبنان والبلدان المجاورة، وتأسست في حيفا إذاعة ناطقة باسم «فرنسا الحرة» مهمتها تحريض السوريين على الثورة. الحصار الاقتصادي كان ذا نتائج وخيمة، منها ارتفاع أسعار السلع الأساسية، فعلى سبيل المثال ارتفع سعر الخبز أربعة أضعاف ما كان عليه عند بدء الحرب.
عام 1941، أنهيت مهام الخطيب كرئيس للدولة وتشكلت حكومة مؤقتة برئاسة خالد العظم استعدادًا لإعادة العمل بالدستور، وتزامنًا كان الحلفاء قد جرّدوا الحملة السورية - اللبنانية في الحرب العالمية الثانية لمنع ألمانيا من استخدام سوريا كمعبر لضرب مصالح الحلفاء في مصر أو العراق. نجحت الحملة من طرد الحلفاء، ودخلت قوات فرنسا الحرة معززة بالجيش البريطاني بعد معركة دمشق أواخر يونيو 1941. بعد مدة قصيرة من دخول الحلفاء، اختير تاج الدين الحسني رئيسًا للجمهورية، وفق الدستور الذي أعيد العمل به، ومن ثم تمّ إعلان استقلال سوريا يوم 28 سبتمبر 1941، على أن تجرى الانتخابات النيابية حالما سنحت الظروف الدولية بذلك. وفي أعقاب إعلان الاستقلال بات المندوب الفرنسي يدعى «الممثل الفرنسي العام». في يناير 1943 توفي الرئيس الحسني وهو على رأس عمله، فشكّل المندوب السامي الفرنسي، خلافًا للدستور إنما بالتوافق مع الطبقة السياسية لاسيّما الكتلة الوطنية، حكومة مؤقتة برئاسة عطا الأيوبي للإشراف على الانتخابات النيابية.

### شكري القوتلي 1943 - 1949

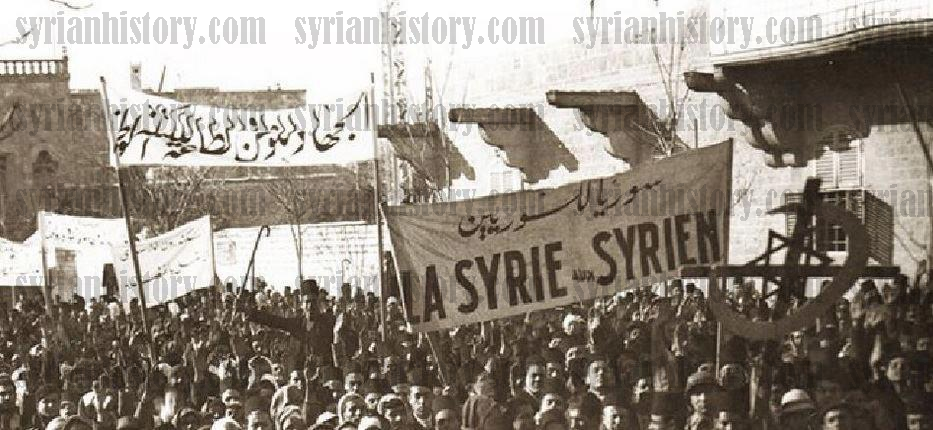
مظاهرات ضد الانتداب الفرنسي في بداية الأربعينات، وقد رفع لافتة كتب عليها "سوريا للسوريين" بالعربية والفرنسية، يتقدمها هلال وصليب ونجمة داود.

للمرة الثانية، أدت انتخابات 1943 إلى إفراز مجلس نيابي ذي غالبية من الكتلة الوطنية، وانتخب شكري القوتلي رئيسً للجمهورية. كانت الحرب العالمية الثانية قد هدأت حدتها في الشرق ما ساعد في القيام بخطوات استقلالية، كنقل المصالح المدنية ومواقع حيوية هامة كالبرق والبريد وسكك الحديد من فرنسا إلى سوريا، وانسحاب الجيش الفرنسي من المدن إلى ثكناته في الريف. كما طبعت المرحلة بالعمل الإداري الهادئ حتى مايو 1945 حين تفجرت انتفاضة الاستقلال في دمشق ومختلف المدن السورية على خلفية مشادات بين سوريين وجنود فرنسيين يحتفلون بالفوز بالحرب. أسفرت الانتفاضة عن قصف دمشق بالمدفعية واقتحام البرلمان وقتل حاميته في قبل الجيش الفرنسي؛ غير أن الانتفاضة قد تمخّضت عن وساطة بريطانية وتدخل مجلس الأمن الدولي، الذي أقرّ جلاء القوات الفرنسية وإنهاء الانتداب، الذي تمّ إكماله فعليًا في 17 أبريل 1946، وهو ما غدا عيد الجلاء و‌اليوم الوطني السوري. في المرحلة ذاتها كانت سوريا قد انضمت إلى الأمم المتحدة و‌جامعة الدول العربية كعضو مؤسس.
بعد الجلاء، كان غلاء المعيشة إثر الحرب والبطالة وإنعاش الاقتصاد، أكبر تحديات الحكومات المتعاقبة التي ترأسها جميل مردم. وفي عام 1947 أجريت انتخابات نيابية في البلاد بعد الجلاء، والتي كانت «أول انتخابات على أساس خدمي لا آيديولوجي»، وأفضت إلى تراجع مقاعد الكتلة الوطنية، كما كانت أول انتخابات تجري بنظام الاقتراع المباشر على درجة واحدة، بدلاً من درجتين.
رغم تراجع شعبية الكتلة الوطنية، إلا أن العلاقات الشخصية بين الطبقة السياسية قد أدت إلى تعديل الدستور لانتخاب شكري القوتلي لولاية ثانية، لكون الدستور ينصّ على عدم انتخاب الرئيس القائم إلا بعد مرور ولاية من نهاية ولايته. وتمّ انتخاب القوتلي لولاية ثانية في 18 أبريل 1948. كانت خسارة العرب حرب 1948 سبب أزمة سياسية - اجتماعية حادّة، كانت احتجاجات 1948 ذروتها، وتسببت بانعكاسات اقتصادية بارزة فشلت حكومة خالد العظم في معالجتها؛ تزامنت الأزمة مع بروز دور الجيش وقائده حسني الزعيم، الذي قام أخيرًا بانقلاب عسكري في 30 مارس على إدارة القوتلي.

### حكم العسكر 1949 - 1954

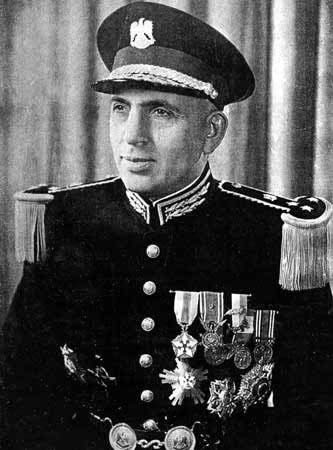
أديب الشيشكلي، قائد الجيش واللاعب الأساسي في السياسة السورية (1949 - 1953) ورئيس الجمهورية (1953 - 1954) تنازل عن الحكم طوعًا بعد انقلاب حلب.

نتيجة الأزمات الاقتصادية والسياسية التي عاشتها في البلاد خلال عام 1948، فقد رحبت الجماهير بانقلاب حسني الزعيم، غير أن الترحيب سرعان ما تراجع بنتيجة سياسة الزعيم سواءً الداخلية أو الخارجية، والتي كانت منها إقرار اتفاق الهدنة مع إسرائيل. أوقف الزعيم العمل بالدستور، وأجرى انتخابات رئاسية أدت إلى فوزه بالرئاسة، وبعد ثلاث أشهر فقط، أطيح به بانقلاب سامي الحناوي. تشكلت بعد الإطاحة بالزعيم حكومة وحدة وطنية برئاسة هاشم الأتاسي، أشرفت على انتخابات الجمعية التأسيسية الثانية، التي انتخبت الأتاسي نفسه رئيسًا للجمهورية للمرة الثانية بعد انعقادها في ديسمبر 1949. كان حزب الشعب المدعوم أساسًا في حلب وحمص، وصاحب المركز الأول في الانتخابات، ذي توجهات نحو التقارب مع العراق اقتصاديًا وعسكريًا وصولاً لتحقيق مشاريع سوريا الكبرى ووحدة الهلال الخصيب تحت التاج الهاشمي، غير أن الجيش انقلاب أديب الشيشكلي الأول منع هذه المحاولات التقاربية، مدعومًا من المملكة المصرية و‌المملكة العربية السعودية.</ref></ref>بشور (1996)، ص. 428.
</ref>
خلال مرحلة 1950 - 1951 كان الجيش هو الضابط الأعلى للسياسة في سوريا، وقد ضغط لاستقالة ناظم القدسي، رئيس حزب الشعب، وصاحب أكبر كتلة نيابية، من رئاسة الوزراء، ما دفع لتشكيل حكومات ائتلافية ضعيفة لم تعمر طويلاً: فشكلت أولاً حكومة برئاسة خالد العظم بعد ثمانية عشر يومًا من أزمات التأليف والتكليف، وإذ رفض البرلمان مشروعي الموازنة التي قدمتهما الحكومة اضطرت للاستقالة بعد أربع أشهر من تشكيلها، تلتها حكومة حسن الحكيم، وهو رئيس وزراء سابق ومحسوب على المستقلين، غير أن حكومته عمرّت ثلاثة أشهر قبل أن تفقد ثقة غالبية الكتل التي دعمتها فكانت «ضحية المكائد البرلمانية وغيرة الأحزاب»، وفي 13 نوفمبر 1951 شكل زكي الخطيب الحكومة لكنه استقال بعد خمسة عشر يومًا فقط في 28 نوفمبر.
عاد حزب الغالبية إلى السلطة عبر ترشيح معروف الدواليبي لرئاسة الوزراء، غير أن رفض الدواليبي أن يفرض عليه جنرال ممثل للجيش في الحكومة، دفع لاعتقاله من قبل الجيش خلافًا للدستور فكان بذلك انقلاب الشيشكلي الثاني. حاول الرئيس الأتاسي إيجاد حل وسط بين النظام السياسي والجيش، لكنه فشل، فاستقال موجهًا كتاب الاستقالة للشعب. في 3 ديسمبر 1951 قرر المجلس الأعلى للقوات المسلحة حلّ مجلس النواب، والمحكمة الدستورية العليا، والأحزاب السياسية جميعها - بعض الأحزاب المقربة من الجيش حظرت في وقت لاحق - وإعلان حالة الطوارئ، وتعيين فوزي السلو رئيسًا مؤقتًا متمتعًا بالصلاحيات التشريعية والتنفيذية المطلقة.
أقرّ قادة الانقلاب إصلاحات اقتصادية هامة كإصلاح النظام الضريبي، ودّعموا حقوق العمال والفلاحين، ومنعوا أساتذة المدارس والجامعات من العمل السياسي، وتم تحديد سقف الملكية الزراعية؛ وأقرت مشروعات تنموية في منطقة سهل الغاب. العودة للحياة المدنية بدأت في 9 يونيو 1952، حين شكلت حكمومة مدنية برئاسة الجنرال فوزي السلو، أشرفت على وضع دستور جديد شبيه بدستور الولايات المتحدة الإمريكية، محولة البلاد إلى جمهوري رئاسي، ألغي فيه منصب رئيس الوزراء، وبات الرئيس ينتخب مباشرة من قبل الشعب.
في 10 يوليو 1952 تم الاستفتاء على الدستور تزامنًا مع الانتخابات الرئاسية، التي لم يترشح إليها سوى أديب الشيشكلي نفسه، والذي غدا رئيس الجمهورية المنتخب. مع إقرار الدستور، جرت في 12 سبتمبر انتخابات المجلس النيابي التي قاطعتها معظم القوى السياسية وأسفرت عن سيطرة حركة التحرر العربي التي أسسها الشيشكلي على غالبية المقاعد الساحقة، وبشكل عام فإن 16% فقط من الناخبين شاركوا في هذه الانتخابات. رغم الاستقرار النسبي الذي حققه الشيشكلي، إلا أنه ومنذ أواخر 1953 اندلعت احتجاجات عارمة ضد حكمه بدءً من حلب، وتفاقمت بإعلان حال الطوارئ وتدخل الجيش في السويداء.
تمكن الشيشكلي من قمع الاحتجاجات في بداية فبراير 1954، إلا أنه واجه انقلابًا عسكريًا بدءًا من 24 فبراير، انطلاقًا من حلب أيضًا، ودعمته معظم القطع العسكرية في مختلف المحافظات، ورغم وقوف حاميتي دمشق وريف دمشق مع الشيشكلي، إلا أنه فضل الاستقالة ومغادرة البلاد، يوم 26 فبراير منعًا «لانقسام الجيش، وهدر الدم السوري»، فانتقل إلى بيروت ومنها إلى البرازيل.

### الأتاسي والقوتلي 1954 - 1958
بعد تنحي الشيشكلي، عانت البلاد في فوضى دستورية لمدة يومين، فبموجب دستور 1953 عند شغور منصب الرئاسة يغدو رئيس المجلس النيابي رئيسًا للبلاد وهو ما فعله مأمون الكزبري، إذ أعلن نفسه رئيسًا مؤقتًا. رفض قادة الانقلاب والأحزاب والقوى السياسية على مختلف اتجهاتها، العمل بدستور 1953، أو تولي الكزبري الرئاسة مؤقتًا. في 28 فبراير، وتحت الضغط استقال الكزبري، وحلّ البرلمان واتفق على عودة العمل بدستور 1950، وعدم الاعتداد باستقالة هاشم الأتاسي التي وجهها للشعب، والطلب منه إكمال ولايته حتى نهايتها، وتشكيل حكومة وحدة وطنية برئاسة صبري العسلي، تكون مهمتها محصورة بإجراء انتخابات نيابية جديدة، غير أن خلافات وزارة الدفاع مع قادة الجيش قد دفعت لاستقالتها وتشكيل حكومة جديدة برئاسة سعيد الغزي.
وصفت انتخابات 1954 بكونها أهم انتخابات في تاريخ سوريا الحديث، وأكثرها نزاهة وإنصاف من ناحية قانون الانتخاب وطريقة الانتخاب. أدت إلى صعود قوى اليسار لاسيّما حزب البعث العربي الاشتراكي، غير أن حزب الشعب احتفظ بالمركز الأول مع عدد أقل من المقاعد، وتراجع الحزب الوطني إلى المركز الثالث، رغم عودة القوتلي من منفاه في الإسكندرية. بعد الانتخابات شكل فارس الخوري الحكومة، وهي حكومة عارضها البعث، وواجهت تبعات حلف بغداد، والاستقطاب المتصاعد مع ارتفاع شعبية جمال عبد الناصر، حتى استقالت لتتبعها حكومة صبري العسلي التي وصفت «باليسارية» بتحالف جناح القوتلي في الحزب الوطني مع كتلة خالد العظم وحزب البعث، وكان من ثمارها توقيع اتفاق الدفاع المشترك مع مصر عبد الناصر في 2 مارس 1955. وتأزمت العلاقات مع تركيا حتى حشدت تركيا جيشها على الحدود، وشكل اغتيال الضابط البعثي عدنان المالكي القضية الأبرز خلال عام 1955، وقد اتهم الحزب السوري القومي الاجتماعي باغتياله.
في 18 أغسطس 1955 كان موعد الانتخابات الرئاسية بين شكري القوتلي - المتوافق عليه من قبل الحزبين الوطني والشعب وعدد من المستقلين ونواب العشائر - وخالد العظم، المتوافق عليه من قبل البعث والكتلة الدستورية. أدت الانتخابات إلى فوز القوتلي في الجولة الثانية من الاقتراع، وبكل الأحوال فإن القوتلي والحزب الوطني سرعان ما أعادا التحالف مع البعث والعظم. تميزت تلك المرحلة بإقرار المعاهدات والصفقات الاقتصادية الضخمة مع الكتلة الشرقية، والدور الخارجي الذي حاول القوتلي لعبه بضم الأردن إلى الحلف الناصري بدلاً من حلف بغداد، ومقارعة مشروع آيزنهاور، ودعم مصر خلال عدوان السويس، واستقبال الجيش المصري في مرفأ اللاذقية مع توتر العلاقات مجددًا مع تركيا، وأخيرًا طرحت حكومة صبري العسلي مشروع الوحدة الفيدرالية مع مصر في بيانها الحكومي.

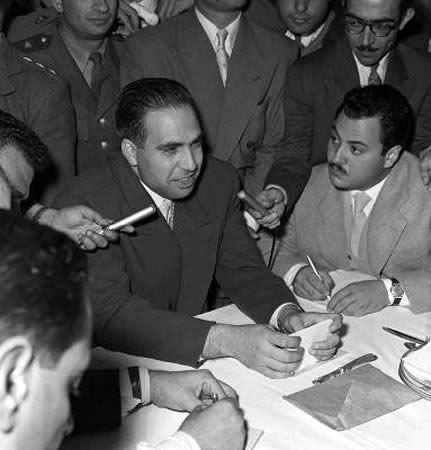
الجنرال عبد الحميد السراج، رئيس المجلس التنفيذي للإقليم الشمالي.

كان من المقرر أن تجرى انتخابات نيابية عام 1958، وكانت ولاية القوتلي لم يبق منها سوى عامين على نهايتها، فضلاً عن تزايد شعبية عبد الناصر بعد حرب 1956، هذه العوامل دفعت لتوقيع اتفاق الوحدة، والاستفتاء عليه، والقبول به، وإعلان اعتماده في 22 فبراير 1958 بنسبة 99.8% من الأصوات، رغم أن حزب الشعب صاحب الكتلة البرلمانية الأكبر، والشعبية المرتفعة في حمص وحلب، والإخوان المسلمين والسوريين القوميين - ولهم مجتمعين 6 مقاعد في البرلمان - وخالد العظم، رفضوا جميعًا الوحدة. ما يشير حسب رأي مؤرخين أمثال غوردن توري لكون الوحدة «صفقة خارجية»، وآخرين أمثال محمد رشاد «انقلاب عسكري أبيض».

### الجمهورية العربية المتحدة 1958 - 1961
قامت الجمهورية العربية المتحدة، على أساس إلغاء التعددية السياسية والاقتصادية في الإقليم الشمالي أي سوريا ليشابه الوضع في الإقليم الجنوبي أي مصر. في المرحلة الثانية، نقل القادة والوزراء السياسيون الموالون لناصر إلى القاهرة وكذلك لضباط، ما قطعهم فعليًا عن بيئتهم ومؤيديهم، وحلّ مكانهم مصريين. كانت أولى حكومات الجمهورية العربية المتحدة مركزية استمرت في العمل حتى 8 أكتوبر 1958 حين استبدلت بوزارتين الأولى للإقليم الشمالي والثانية للإقليم الجنوبي وكلاهما يرأسهما رئيس الجمهورية عبد الناصر؛ ثم عاد في 16 أغسطس 1961 وألغى نظام الحكومات الإقليمية وشكل حكومة مركزية واحدة برئاسته، يكون مقرها دمشق من 1 فبراير وحتى 31 مايو سنويًا، على أن يكون مقرها القاهرة في باقي أشهر العام.
كان القمع، خصوصًا في الأوساط التي لم تؤيد الوحدة أساسًا هو السمة الغالبة، لاسيما بعد تولي عبد الحميد السراج، مهام وزارة الداخلية في الإقليم الشمالي، و‌عبد الحكيم عامر مهام رئيس مجلس تنفيذي في الإقليم الشمالي عام 1959، ما أدى إلى تصاعد المعارضة ضد ممارسات «حكومة الوحدة»، حتى داخل مؤيديها فاستقال صبري العسلي وانسحب البعثيون في 25 ديسمبر 1959. سياسة ناصر الاقتصادية، أدت إلى دخول سوريا في مرحلة كساد وركود اقتصادي، وإذ كان قانون الإصلاح الزراعي هامًا، فإن قوانين أخرى تتعلق بإدارة الثروات الزراعية والجمارك والتجارة الخارجية لم تكن لتتناسب مع طبيعة الاقتصاد السوري المتعدد حينها. وصلت حالة التذمير للفرق السورية من جيش، وحاولت هذه الفرق القيام بعدد من محاولات «فك الارتباط» المحدودة، قبل أن تنجح في ذلك بقيادة عبد الكريم النحلاوي يوم 28 سبتمبر 1961،</ref></ref>بشور (1996)، ص. 25.
</ref> وكان السراج قد استدعي إلى القاهرة وعيّن نائبًا للرئيس للشؤون الخارجية، فاعتبر ذلك من «أخطاء ناصر» إذ كان السراج اليد الأمنية الطولى المؤيدة للنظام في دمشق، غير أن السراج استقال بعد أقل من شهرين على تعيينه وعاد إلى دمشق في 15 سبتمبر أي قبل أسبوعين من الانقلاب. وقد أيدت الطبقة السياسية السورية، وكان غالبها قد انتقل للإقامة في لبنان، الانفصال، ببيان وقع من قبل أقطابها، وتبنت به العودة للنظام الجمهوري على أساس دستور 1950.

### ناظم القدسي 1961 - 1963
بعد الانفصال تولى إدارة البلاد هيئة عسكرية أطلقت على نفسها اسم «مجلس الأمن القومي»، وكلّف المجلس مأمون الكزبري، رئيس حركة التحرر العربي، تشكيل الحكومة ورئاسة الدولة بشكل مؤقت. استمرت حكومة الكزبري في السلطة شهرًا واحدًا، ثم استقالت بنتيجة رغبة رئيسها الترشح في الانتخابات النيابية، فشكلت حكومة مؤقتة ثانية برئاسة عزب النص. أشرفت هذه الحكومة على انتخابات 1961، وهي آخر انتخابات نيابية في عهد الجمهورية الأولى، وآخر انتخابات تعددية نظريًا حتى انتخابات 2012، وكانت نتيجة الانتخابات مماثلة لنتائج الانتخابات السابقة حيث تصدر حزب الشعب النتائج، وحلّ البعث والوطني في المركزين الثاني والثالث. تزامنت الانتخابات مع استفتاء على تعديل دستور 1950، وكان من الأمور المعدلة فيه تحور اسم الجمهورية إلى «الجمهورية العربية السورية» وهو ما لا يزال معمولاً به إلى اليوم. أعقب التئام مجلس النواب فتح باب الترشح للانتخابات الرئاسية، فانتخب ناظم القدسي من الجولة الأولى بعد تنازل خالد العظم عن أصواته له، وبذلك غدا القدسي أول رئيس حلبي سوريا والرئيس الوحيد من حزب الشعب، وآخر رئيس في الجمهورية السورية الأولى.
سعت الحكومة التي شكلها معروف الدواليبي لتقوية اقتصاد السوق المفتوح، وألغت تأميم المصارف وبعد الشركات الكبرى وأدخلت تعديلات على قانون الإصلاح الزراعي، ما سبب معارضة القوى الاشتراكية التي نظمت مظاهرات ضخمة في العاصمة في يناير وفبراير 1962 ضد «الرجعية». بعد فترة قصيرة، أصدر البعث بيانًا قال فيه إن الأخطاء التي وقعت في زمن الوحدة لا تشكلل مبررًا لفصل سوريا عن الجمهورية العربية المتحدة، وداعيًا للتفاوض مجددًا حول الوحدة على أن لا تغفل حقوق السوريين أو الحرية أو الديموقراطية؛ بكل الأحوال، فإن أكرام الحوراني، أحد مؤسسي البعث قد انسحب في أعقاب هذه الدعوة من الحزب. في 28 مارس 1962، شهدت البلاد انقلابًا عسكريًا فاشلاً ضد الرئيس القدسي، أعقبه في مايو 1962 تشكيل خالد العظم لسادس حكوماته وآخرها، وهي الحكومة التي تفجر في عهدها الخلاف بين العظم والبعث، رغم تحالها القوي خلال مرحلة ما بعد انتخابات 1954. في 8 فبراير 1963 قام البعث بانقلاب عسكري في العراق وقبض على زمام السلطة، وفي 8 مارس 1963 قام البعث بانقلابه في سوريا، بعد أقل من عام ونصف من عودة الحياة الدستورية، مطيحًا بالرئيس ناظم القدسي ورئيس الوزراء خالد العظم وموقفًا العمل بالدستور، معلنًا حالة الطوارئ التي استمرت حتى 2011، أما الطبقة السياسية فقد صودرت أملاكها وغادرت البلاد فاستقرّ أغلبها في بيروت.

## السياسة

### نظام الحكم

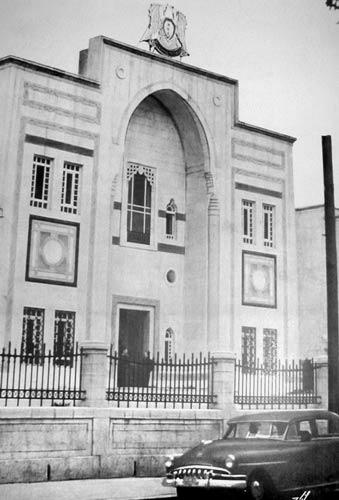
مبنى البرلمان كما كان يبدو في الخمسينات.

نظام الحكم في سوريا خلال عهد الجمهورية الأولى، كان نظامًا جمهوريًا برلمانيًا، وضع دستوران الأول دستور 1930، والثاني دستور 1950. ومع الحفاظ على النظام البرلماني، فقد قلّص دستور 1950 من صلاحيات رئيس الجمهورية. كان الرئيس ينتخب في مجلس النواب، لولاية مدتها خمس سنوات، ولا يجوز انتخابه قبل مضي خمس سنوات من نهاية ولايته الأولى، عدّل هذه الفقرة استثنائيًا عام 1948 للسماح لشكري القوتلي الترشح من جديد للرئاسة. ويقوم رئيس الجمهورية بتكليف رئيس الوزارة، الذي يشكل الوزارة بموافقة رئيس الجمهروية والبرلمان عن طريق نيل الثقة بالتصويت على برنامجها الحكومي.
ضعف الائتلافات الحكومية، وتدخل الجيش، وعدم تحقيق أي حزب الغالبية المطلقة، جعل الحكومات قصيرة الأمد إجمالاً؛ وغير قادرة على تنفيذ البرامج السياسية لأحزاب بعينيها. مجلس النواب، هو الهيئة التشريعية، منتخب لمدة أربع سنوات، وينتخب رئيسه في أكتوبر من كل عام، ويعقد فصلين مدة كل منها ثلاث أشهر، ويجوز دعوته بمرسوم رئاسي لعقد جلسات استثنائية. لا يمتلك الرئيس حق نقض القوانين، بل إحالتها إلى المحكمة الدستورية العليا، في حال شكّ في دستوريتها. دستور 1950 أول دستور استحدث محكمة دستورية عليا في سوريا. بموجب دستور 1930 كان للرئيس حق تأجيل انعقاد الدورات النيابية أو حل مجلس النواب ونقض القوانين، غير أن هذه الصلاحيات سحبت لتعزيز موقع سلطة البرلمان.</ref></ref>بشور (1996)، ص. 22.
</ref>

### الإدارة الحكومية
الإدارة الحكومية في عهد الجمهورية الأولى، اعتمدت تنظيمًا مختلطًا بين ما كان سائدًا في العهد العثماني وبين التنظيم الفرنسي في الجمهورية الفرنسية الثالثة، للوزارات والمصالح العامة والإدارة. جميع القوانين والفرامانات العثمانية، استمرّ تطبيقها «لحين استبدالها بقوانين محلية»، على سبيل المثال فإن قانون الأحوال الشخصية المعروف باسم «مجلة الأحكام العدلية» استمرّ معمولاً به منذ أن صدر في عهد السلطان عبد العزيز الأول وحتى 1949. المؤرخ يوسف حكيم يقول: «بالنسبة للإدارة الداخلية فيقتضي الواجب.... الإقرار بما كانت عليه الإدارة الحكومية في سوريا... من الإتقان في العمل، وإنجاز مراجعات ذوي المصالح بسرعة، والمساواة بين جميع الناس، ومن تطبيق القوانين والأنظمة، بفضل الخبرة والنزاهة البارزتين لرجال الحكم السوريين... كانت الرشوة شبه مفقودة، والسياسة لم تتدخل في القضاء، إلا مرات محدودة غدت حديث الصحافة حينها».

### العلاقات الخارجية

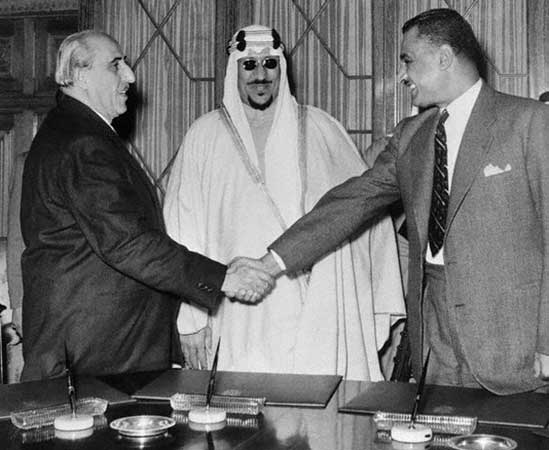
القوتلي والملك سعود وعبد الناصر في قمة السعودية عام 1956.

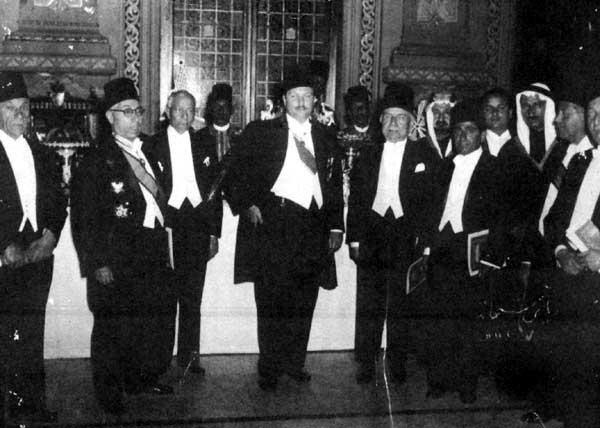
وفد حكومة برئاسة جميل مردم مع الملك فاروق في القاهرة.

رغم أن جميع الحكومات نصّت في بيانها الوزاري على «حياد سوريا» وانفتاحها على مختلف القوى الإقليمية والعالمية وتعاونها معها؛ إلا أن سياسة البلاد الخارجية وانعكاساتها الداخلية كانت تخضع لسياسة المحاور فعليًا. أكبر حزبين في البلاد، كانا ذوي اصطفافات خارجية بدرجات متفاوتة، حزب الشعب المدعوم أساسًا في حمص وحلب، كان ينادي بأفضل العلاقات مع الملكية العراقية والتاج الهاشمي في بغداد وعمان، ودعا لوحدة فيدرالية أو كونفيدرالية معها، نظرًا للعلاقات الاقتصادية الهامة التي تربط حمص وحلب بتجارة العراق. أما الحزب الوطني، فمدعوم أساسًا من الملكيتين السعودية - المصرية ثم جمال عبد الناصر. الولايات المتحدة كانت تدعم الجيش وقد ناصرت نظامي حسني الزعيم وأديب الشيشكلي، أما الاتحاد السوفياتي فكان يناصر أساسًا البعثيين والشيوعيين. بعد انتخابات 1954 شكل البعث وغالبية الحزب الوطني برئاسة شكري القوتلي المناصر للقومية العربية وعبد الناصر، والكتلة الدستورية برئاسة خالد العظم أكثرية مجلس النواب، ومالت بالبلاد نحو سياسات أكثر اشتراكية؛ عقدت في تلك المرحلة اتفاقات عسكرية وأخرى اقتصادية ضخمة مع الاتحاد السوفياتي وتشيكوسلوفاكيا؛ الميل نحو الكتلة الشرقية في الحرب الباردة توّج برفض أن مساعدات أمريكية قدمت بموجب مشروع آيزنهاور.
هذا الاندفاع نحو الكتلة الشرقية خلق أزمات مع دول الجوار، لاسيّما تركيا عام 1957 والتي دفعت لحشد الجيشين على الحدود وتمركز الأسطول المصري في اللاذقية؛ وأزمة أخرى مع لبنان الذي أغلقت في وجهه الحدود البرية، نتيجة ميل كميل شمعون نحو الغرب و‌حلف بغداد الذي رفضته الحكومات السورية المتعاقبة، كذلك فإنّ العلاقة مع العراق لم تكن تخلو من التوتر، بل إن الوحدة مع مصر ذاتها، والذي جرت في عام الانتخابات النابية، اعتبرت نوعًا من الصفقات الخارجية، أكثر من كونها قناعة وطنية.

### الأحزاب والانتخابات
التجربة الحزبية في سوريا نشأت أواخر القرن التاسع عشر ممثلة بالجمعيات السياسية؛ وخلال مرحلة ما بعد العثمانيين ولانتداب الفرنسي ظهرت العديد من الأحزاب غير أنه لم يكتب لها الاستمرارية. خلال فترة الانتداب، التنظيم السياسي الأقوى، كان الكتلة الوطنية، والتي وقفت مقابل المعتدلين، وهو المصطلح الذي يشير إلى الشخصيات السياسية المستقلة التي كانت متحالفة مع الانتداب. بعد الاستقلال انقسمت الكتلة الوطنية إلى حزب الشعب و‌الحزب الوطني؛ وظلّ حزب الشعب حتى نهاية عهد الجمهورية الأولى يحرز المركز الأول في الانتخابات النيابية دون أن يمكن من تحقيق غالبية، أما الحزب الوطني فحلّ ثانيًا ثم تراجع للمركز الثالث بعد انتخابات 1954.
الحزب الثالث والذي حقق المركز الثاني منذ انتخابات 1954 هو حزب البعث العربي الاشتراكي، الذي أسسه ميشيل عفلق و‌أكرم الحوراني مستندًا إلى تحرير الاقتصاد من السلطة الإقطاعية ودعم حقوق العمال، فكان قريبًا لكن أكثر تطرفًا من حزب الشعب في برامجه الاقتصادية خلافًا للحزب الوطني الذي يمثل الطبقة الإقطاعية والغنية؛ أما من الناحية الآيديولوية فإن حزب البعث كان يؤكد على القومية العربية و«قوة العرب في وحدتهم» متقاربًا مع التيار الغالب الذي يرأسه القوتلي في الحزب الوطني.
الأحزاب الصغيرة كانت تشمل الإخوان المسلمين الذين حققوا 3% في انتخابات 1954، و5% في انتخابات 1961، و‌الحزب الشيوعي و‌السوري القومي و‌التحرر العربي و‌حزب التعاون، إلى جانب حركات شبابية مثل حركة القمصان البيض. ونظرًا لعدم انتشار التجربة السياسية في الريف، فإن أغلب ممثلي الأرياف والمدن الصغيرة كانوا من المستقلين، إلى جانب شخصيات بارزة أخرى أمثال خالد العظم. في جميع البرلمانات السورية كان المستقلون هم الكتلة الكبرى، وغالبًا ما يتوزعون بين من ينضم للكتل الحزيبة أو يؤسس كتلاً مستقلة مثل «الكتلة الدستورية» برئاسة خالد العظم. وقد وصفهم ميشيل عفلق بوصفهم: «ظلوا من ظواهر الحياة السياسية السورية، ويمسكون بزمام التوازن بين الكتلتين الرئيسيتين، ويشكلون أرضًا صالحة للانتهازيين السياسيين.... لقد كان هؤلاء من ملاك الأراضي ورجال الأعمال وزعماء القبائل والأقليات ورؤساء العائلات الإقطاعية الكبرى... وهم يشهدون على قوة أشكال الولاء المحلية والتقليدية وضعف التنظيمات الحزبية».
حتى 1947 كانت الانتخابات تجري بنظام الدرجتين، أي ينتخب الشعب في كل دائرة مجمع انتخابي يقوم بانتخاب نواب الدائرة، غير أنه ألغي نتيجة الاحتجاجات والإضرابات الشعبية واستبدل بالاقتراع المباشر. كانت وزارة الداخلية تشرف على الانتخابات، ويتولى الجيش تأمينها بحكم المصادمات بين المتحازبين التي كانت غالبًا ما تودي إلى قتلى. حصلت المرأة حق التصويت بدءً من انتخابات 1949، وباستثناء استفتاءات حسني الزعيم وأديب الشيشكلي والوحدة مع مصر، فإن جميع الانتخابات كانت نزيهة. أيضًا فإنّ 12- 15% من المقاعد كانت تخصص للمسيحيين واليهود، و10% للعشائر المتنقلة. نواب العشائر كانوا يختارون من قبل شيوخ القبيلة دون انتخابات.

### الجيش والقوات المسلحة
الجيش والقوات المسلحة تأسست خلال عهد الانتداب الفرنسي، كقوة صغيرة مؤلفة من 5000 عنصر فقط وضعيفة التسليح؛ أغلب السلاح الفردي كان من بقايا الجيش العثماني و‌الحرب العالمية الأولى، أما السلاح الثقيل، فكان شبه منعدم. بعد الاستقلال أثرت هزيمة 1948 على الجيش، فازداد عدده إلى 27.000 عنصر دائم سوى الخدمة العسكرية الإلزامية للذكور البالغين ذوي الأشقاء الذكور من الأم؛ كما تم تخصيص مبالغ كبيرة من الموازنة العامة لشؤون الدفاع، على سبيل المثال فإن موازنة 1957 لحظ للجيش فيها 45 مليون دولار من أصل 111.5 مليون أي 40% من مجمل الدخل القومي خصص لشؤون الدفاع. كذلك، فقد أبرمت خلال النصف الثاني من الخمسينات، صفقات عسكرية ضخمة، مع دول المعسكر الاشتراكي مثل الاتحاد السوفياتي، وتشيكوسلوفاكيا، ومصر جمال عبد الناصر. ضعف إمكانيات الجيش السوري، دفع البلاد لإبرام اتفاقيات دفاع مشترك، مثل الاتفاق مع مصر عام 1955، ومحاولة الاتفاق مع العراق، الذي حالت سياسة المحاور من إبرامه.
كانت الأكاديمية العسكرية في حمص هي الأكاديمية العسكرية الوحيدة في البلاد. ومع الاهتمام بالجيش زاد عدد الضباط والمنخرطين في المؤسسة العسكرية بشكل دائم: ففي عام 1938 كان عدد الضباط في الجيش 306 ضابطًا فقط، وارتفع إلى 3000 خلال مرحلة ما بعد الاستقلال. كان الجيش مقصودًا بشكل خاص من قبل الطبقات الفقيرة والفلاحية الغير متعلمة، فهو «المؤسسة الوحيدة القادرة على تغيير الوضع الاقتصادي والاجتماعي بالنسبة لهذه الطبقات»، والتي شكلت أساس جيل الضباط الذي حكم وأسس في الجمهورية الثانية.
الجيش السوري، لم يقتصر دوره على الدفاع عن البلاد بل كان جزءً من أطرافها السياسية الداخلية أيضًا، بل القوة الأبرز والوحيدة في بعض الفترات بين 1949 - 1954، ورعى عددًا من الانقلابات العسكرية، التي أثرت سلبًا على البلاد، وحياتها الديموقراطية. كما كان الانتماء الحزبي معروفًا بين الضباط فيقال «ضباط بعثيين» أو «شعبيين» أو «قوميين»، إلى جانب «ضباط العائلات» أي أبناء العائلات الإقطاعية - السياسية التي تشكل طبقة البلاد السياسية، والتي تطوع بعض أفرادها في الجيش، مثل الأتاسي، مردم، العظم.

### التقسيمات الإدارية
التقسيم الإداري، قام أساسًا على استبدال لفظي «ولاية» و«لواء» العثمانيين بلفظ «محافظة»، ولفظ «سنجق» بلفظ «منطقة» أو «ناحية». كانت المحافظ يختار من قبل الحكومة، ولم تكن له صلاحيات واسعة، النظام الوحدوي - المركزي القوي، دفع لتركز الصلاحيات في يد الحكومة المركزية لا في الإدارة اللا مركزية، وفي الاهتمام بدمشق وحلب، وأهمال مناطق الانتشار السوري والريف. تمّ تطبيق فيدرالي، في اللاذقية والسويداء، لفترات قصيرة فحسب. أما تقسيم المحافظات، فهو بدوره تطوير للنظام العثماني مع بعض التعديلات اللاحقة من الانتداب الفرنسي. عام 1920 فصلت الجزيرة عن متصرفية الزور وغدت محافظة قائمة بذاتها نظرًا لغناها وتنوعها الطائفي؛ في عام 1921 فصل جبل العرب وكان يعتبر لواءً واحدًا مع حوران؛ كما فصلت حماه عن حمص، ولواء إسكندرون عن حلب.
| المحافظة         | ما تشمله من محافظات حاليًا                     |
| ---------------- | --------------------------------------------- |
| محافظة دمشق      | محافظة دمشق، محافظة ريف دمشق، محافظة القنيطرة |
| محافظة حوران     | محافظة درعا                                   |
| محافظة جبل العرب | محافظة السويداء                               |
| محافظة حمص       | محافظة حمص                                    |
| محافظة حماة      | محافظة حماة                                   |
| محافظة اللاذقية  | محافظة اللاذقية، محافظة طرطوس                 |
| محافظة حلب       | محافظة حلب، محافظة ادلب                       |
| محافظة الفرات    | محافظة دير الزور، محافظة الرقة                |
| محافظة الجزيرة   | محافظة الحسكة                                 |

## الاقتصاد

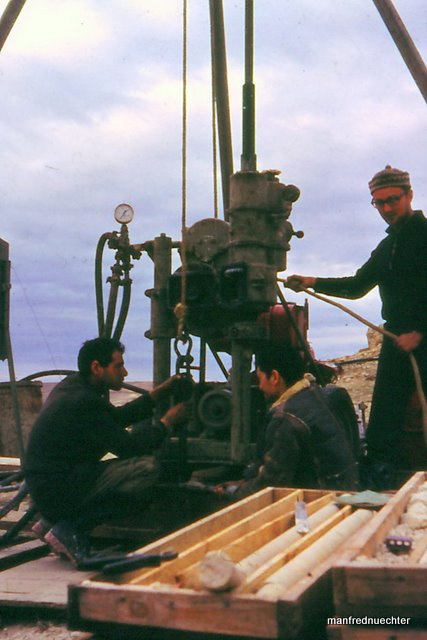
التنقيب عن النفط في الطبقة عام 1961.

خلال عهد الجمهورية الأولى، لم يكن النفط أو أي نوع آخر من الثروات الباطنية قد اكتشف؛ والصناعة كانت تقتصر على بعض المصانع المتوسطة الحجم في حلب تحديدًا، فضلاً عن الصناعات التقليدية اليدوية. لذلك فإن الزراعة كانت أساس الاقتصاد السوري ويعمل بها 75% من الشعب مقارنة بنحو 40% حاليًا. هذا الاقتصاد الزراعي، كان يعتمد أساسًا على مياه الأمطار، ولم تكن تقنيات الري الحديثة والمشاريع الضخمة قد أقيمت باستثناء التخطيط لسد الفرات أواخر عهد الجمهورية. العامل الثاني المميز لاقتصاد الجمهورية الأولى كان الإقطاع، فنخبة قليلة أرستقراطية من أيام الدولة العثمانية، كانت تمتلك نحوًا من 72% من الأراضي الخصبة في سوريا، ويعمل الفلاحون بوصفهم أقنانًا لمصلحتها. سوى ذلك، فإن تأثير الطبقة الاقتصادية على السياسة كان أكبر من أن يفصل، فعلى سبيل المثال خالد العظم أكبر إقطاعيي منطقة الجزيرة، ورئيس الوزارة لست مرات. هذا التوائم السياسي - الاقتصادي، أدى في الواقع لغياب التشريعات المنصفة لحقوق العمال، وحتى في الممارسات الانتخابية فإن الفلاحين كانوا ينتخبون من يدعمه مالك الإقطاع. النظام الضريبي لم يكن منصفًا بدوره، ووصف بكونه «تزيد الضريبة على المواطن، كلما اتجهت نحو الشرائح الأقل دخلاً»، فهو على سبيل المثال لحظ ضرائب على العقارات، والإرث، والدخل، ولم يلحظ أي ضريبة على المنتجات الزراعية التي يملكها كبار الإقطاع في البلاد.
كانت حقوق العمال والفلاحين، وتطوير الاقتصاد الوطني وتحريره من رقة الإقطاع الزراعي مركز النقاشات السياسية والبرامج الانتخابية في الخمسينات، هذا ما دفع لتحقيق الأحزاب اليسارية مثل حزب البعث العربي الاشتراكي المركز الثاني في انتتخابات 1954. خلال النصف الثاني من الخمسينات، أبرمت عقود اقتصادية ضخمة مع دول مثل الاتحاد السوفياتي و‌تشيكوسلوفاكيا، وأدى تأسيس مرفأ اللاذقية لتحرير الصادرات والواردات من الجمارك اللبنانية، في حين تكاثرت المصانع التي تعتمد أساسًا على المنتجات الزراعية لاسيّما مصانع القطن والنسيج؛ وشهدت البلاد حالة من النمو الاقتصادي المتسارع، دعما بشكل خاص التطور الزراعي، إذ شهدت أواخر الأربعينات وأوائل الخمسينات ترسخ ازدهار الزراعة السورية الكبير بعد الحرب العالمية الثانية، وحرثت للمرة الأولى مساحات ضخمة من الأراضي البكر التي بقيت بورًا لعدة قرون في الحزام المعتمد على المطر والممتد من شمال غرب حلب حتى حدود العراق ومناطق الجزيرة، وبين 1943 - 1953 تضاعف إنتاج القمح، أما إنتاج القطن في تضاعف عشر أمثله، غير أن هذا النمو لا يعود إلى الحكومات السورية المتعاقبة بل إلى التجار السوريين لاسيّما تجار حلب الذين استثرموا رؤوس أموالهم في الزراعة، وربما التنظيم التشجيعي الوحيد الذي قامت به الدولة هو استحداث الشيشكلي مكتب القطن عام 1952، لمعالجة نفقات الحرث وآفات المحاصيل.

## الخدمات العامة

### الإعلام
تأسس التلفزيون السوري عام 1960 خلال فترة الوحدة مع مصر، أما الإذاعة السورية فقد تأسست عام 1930، كما كانت البلاد تستقبل بث عدد من الإذاعات الأجنبية؛ ورغم إمكانية الاستثمار المحلي الخاص في الإذاعة، إلا أن ارتفاع التكلفة جعل الاستثمار في قطاع الإذاعات ضعيفًا. العمود الفقري للإعلام خلال عهد الجمهورية الأولى كان الصحافة، وقد وصفت بكونها «قوة مؤثرة».
كان سوق الصحافة واسعًا جداً بين صحافة حزبية وصحافة مستقلة، على أرض الواقع لم يكن هناك صحافة مستقلة، فجميع الصحف كانت تدعم وسطًا سياسيًا معينًا، حتى لو لم تكن حزبية. لم تموّل الدولة أيًا من الصحف، ولم تلحظ رقابة حكومية مسبقة على الصحافة، غير أن القانون لحظ عقوبات بالسجن للصحفيين والناشرين، رغم أنه من النادر اللجوء لمثل هذه الدعاوي خلال عهد الجمهورية الأولى. في دمشق كان يصدر 18 صحيفة وفي حلب 11 صحيفة يوميًا، وإذا أضيفت المجلات والدوريات الأسبوعية والشهرية، فإن العدد يرتفع إلى 49 في دمشق وحدها.

### النقل والمواصلات

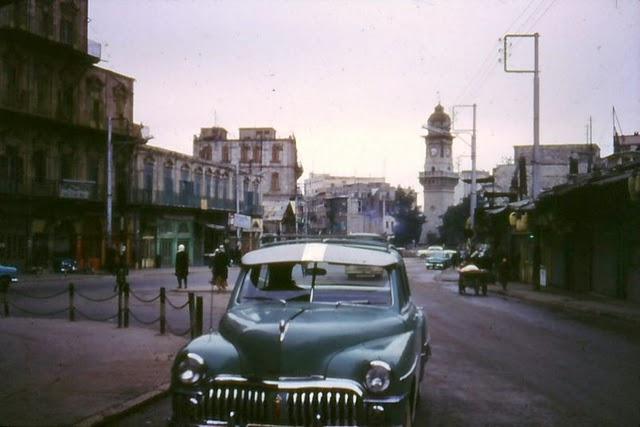
أحد شوارع مدينة حلب خلال عام 1961.

كان الخط الحديدي الحجازي سكة القطار الوحيدة في البلاد وتصل شمالها بجنوبها عبر جرابلس - حلب - حماه - حمص - دمشق - درعا؛ في عام 1955 قام خالد العظم بابرام اتفاق مع الاتحاد السوفياتي بمدّ سكة حديد تصل شرق البلاد بغربها على محور القامشلي - الحسكة - الرقة - حلب - اللاذقية، إلى جانب وصل حمص - اللاذقية عبر طرطوس؛ فأحرزت أواخر عهد الجمهورية الأولى خطوط السكك الحديدية تقدمًا ملحوظًا.
أما المطارات فقد اقتصرت على مطار المزة، وبعض المطارات ذات الاستخدام العسكري التي ترقى لزمن الانتداب الفرنسي؛ ولن يتم التوسع في الموانئ الجوية قبل عهد الجمهورية الثانية. أما المواصلات البرية، لاسيّما في الريف، فكانت ضعيفة، وتصل بين المدن الكبرى دون الالتفات نحو ربط الريف ببعضه البعض. وكانت البلاد حتى 1951 تصدر وتستودر عبر مرفأ بيروت، فأسس خالد العظم أيضًا بتمويل سعودي مرفأ اللاذقية، وكان حتى حينها مرفأ صغير تقصده سفن السمك والتبغ فحسب، وبذلك أيضًا أعفى العظم البلاد من الجمارك اللبنانية، وساهم بإنعاش اقتصاد مدينة اللاذقية وجذب الاستثمارات لها. أما المرافى الأخرى في جبلة وبانياس وطرطوس فلن تنشأ إلا في عهد الجمهورية الثانية. وعلى صعيد النقل الداخلي، فإن الترام السوري كان مستخدمًا للنقل العمومي في دمشق وحمص، وقد تأسس عام 1889، وتم توسيعه عام 1935، ليكون أول ترام في الشرق الأوسط.

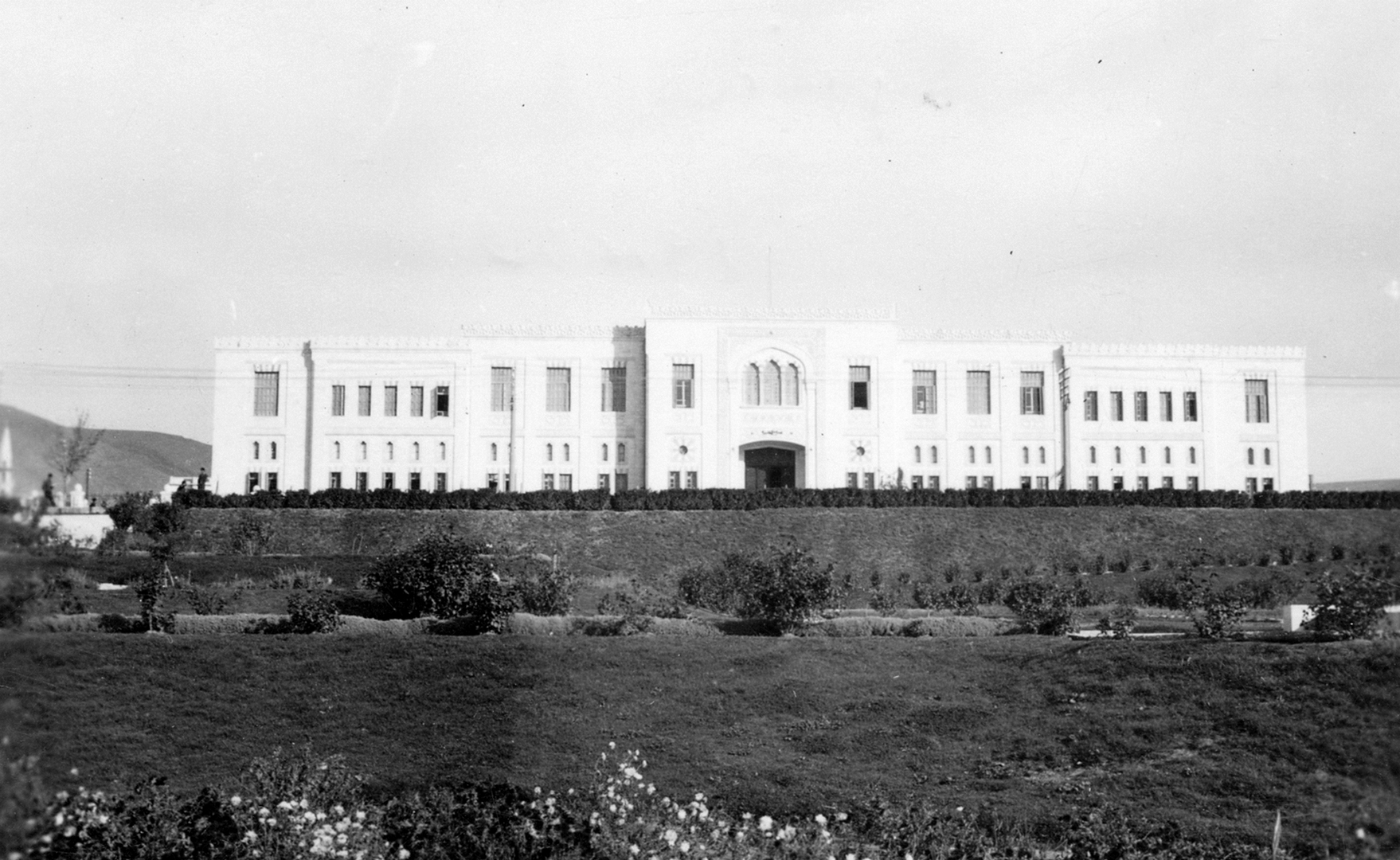
إحدى كليات الجامعة السورية عام 1942.

### التعليم
نصّ الدستور على كون التعليم حقًا لكل مواطن، وإلزاميًا في المرحلة الابتدائية، وأعلن دستور 1950 عن وجوب محو الأمية خلال عشر سنوات، رغم أنها لم تمح كليًا حتى الآن. واشترطت الأنظمة القانونية على الموظفين الإداريين حمل الثانوية العامة على الأقل، وكانت وزارة التربية والتعليم تشرف على المدارس وهي على نوعين، المدارس الممولة من قبل الحكومة، والمدارس الخاصة وغالبًا ما تكون فروعًا لمدارس خارجية ولها مناهجها الخاصة، وتقصدها الطبقة الأوفر ثراءً. النظام التعليمي، اعتمد على النظام الفرنسي في التعليم سواءً من ناحية تقسيم المراحل والشهادات والإدارة، وخلال مرحلة الانتداب كان يعتبر تدريس الفرنسية إلزاميًا. أما التعليم العالي، فاقتصر على الجامعة السورية - جامعة دمشق حاليًا - وافتتح في أواخر عهد الجمهورية جامعة حلب عام 1958.
اهتمت الدولة بزيادة عدد المدارس والإنفاق الحكومي على التعليم لاسيّما لتغطية الأرياف، يظهر الجدول التالي نمو النظام التعليمي خلال عهد الجمهورية الأولى:
| العام | عدد المدارس | عدد الطلبة   | الإنفاق الحكومي (بالليرة السورية) |
| ----- | ----------- | ------------ | --------------------------------- |
| 1940  | 289 مدرسة   | 46.000 طالب  | 6 مليون                           |
| 1950  | 2184 مدرسة  | 297.000 طالب | 50 مليون                          |
| 1960  | 3261        | 424.000 طالب | 145 مليون                         |

## الكتب
- وديع بشور (1996)، سوريا صنع دولة وولادة أمة (ط. 1)، دمشق: دار اليازجي، OCLC:35220353، QID:Q115300709
- يوسف الحكيم (1983). سورية والانتداب الفرنسي. بيروت، لبنان: دار النهار.
- ميشيل ترستيان دافيه (1984). المسألة السورية المزدوجة: سوريا في ظل الحرب الثانية. دمشق، سوريا: دار طلاس للدراسات والنشر.
- غوردن تورري (1964). Syrian Politics and the Military, 1945-1958 [السياسة والجيش السوريان 1945 - 1958] (بالإنجليزية). دار نشر جامعة ولاية أوهايو. Archived from the original on 10 آب / أغسطس 2020. {{استشهاد بكتاب}}: تحقق من التاريخ في: |تاريخ أرشيف= (help)
- غسان محمد رشاد حداد (2007). أوراق شامية من تاريخ سورية المعاصر 1946 - 1966. مكتبة مدبولى الصغير. ISBN:9789772086276. مؤرشف من الأصل في 10 آب / أغسطس 2020. {{استشهاد بكتاب}}: تحقق من التاريخ في: |تاريخ أرشيف= (مساعدة)
- فيليب حتي (1958). تاريخ سورية ولبنان وفلسطين. ترجمة: كمال اليازجي (ط. الأولى). بيروت، لبنان: دار الثقافة.
- باتريك سيل (1986). الصراع على سوريا: دراسة للسياسة العربية بعد الحرب 1945-1958. ترجمة: سمير عبده؛ محمود فلاحة. دمشق، سوريا: دار طلاس للدراسات والترجمة والنشر.